# Los Nogales
Los Nogales (galicisk: As Nogais) er en by og kommune i det nordvestlige Spanien i provinsen Lugo. Den har et indbyggertal på 942 (2024) indbyggere.